# سیدارویل (نیوجرسی)
سیدارویل (به انگلیسی: Cedarville) یک منطقهٔ مسکونی در ایالات متحده آمریکا است که در شهرستان کامبرلند، نیوجرسی واقع شده‌است. سیدارویل ۵٫۸۹۷ کیلومتر مربع مساحت و ۷۷۶ نفر جمعیت دارد و ۹ متر بالاتر از سطح دریا واقع شده‌است.